# برونه‌خرفین
برونه‌خرفین (به هلندی: Bronnegerveen) یک منطقهٔ مسکونی در هلند است که در بورخر-ادورن واقع شده‌است. برونه‌خرفین ۹۰ نفر جمعیت دارد.